# Барнс, Бёртон
Бёртон Верн Барнс (англ. Burton Verne Barnes; 4 ноября 1930, Блумингтон — 3 июля 2014) — американский дендролог.
Родился в семье преподавателя визуальных искусств и пианистки, в студенческие годы играл на тромбоне. Вырос в Чарлстоне (штат Иллинойс), там же начал получать высшее образование, но в 1949 г. перевёлся в Мичиганский университет, с которым был далее связан на протяжении всей жизни. Получил диплом бакалавра в 1952 году, магистра в 1953 году, в 1953—1955 гг. служил тромбонистом в военном оркестре в Форт-Ноксе, затем стажировался в Гёттингенском университете и после нескольких лет работы в Лесной службе США вернулся в Мичиганский университет для защиты диссертации (1959). Далее в 1959—1963 гг. работал на исследовательской лесоводческой станции в Огдене, а в 1963—1964 гг. стажировался на станции лесных исследований в Штутгарте, после чего с 1964 г. преподавал лесоводство в своём университете, с 1970 г. профессор, с 1989 г. заслуженный профессор; одновременно с 1967 г. ботаник-лесовод Ботанических садов Мичиганского университета. С 2006 г. на пенсии.
Основные исследовательские интересы Барнса лежали в области изучения лесных экосистем с целью их оптимального сбережения и восстановления. В 1972 г. присоединился к Стивену Спёрру как соавтор второго издания учебника «Экология леса» (англ. Forest Ecology), пятое издание которого (с участием ещё двух авторов) вышло в 2023 г. В соавторстве с Уорреном Гербертом Вагнером выпустил также указатель «Деревья Мичигана» (англ. Michigan Trees: A Guide to the Trees of Michigan and the Great Lakes Region; 1981).
Барнсу принадлежит честь открытия (1968) и первого описания (1976, вместе с Джерри Кемперманом) дерева Пандо — клональной колонии тополя осинообразного в штате Юта, предположительно самого тяжёлого живого организма на Земле.
Был награждён двумя премиями Общества американских лесоводов (1990, 2000) соответственно за выдающуюся исследовательскую и педагогическую работу.